# Públio Cornélio Cipião (cônsul em 218 a.C.)
Públio Cornélio Cipião (m. 210 a.C.; em latim: Publius Cornelius Scipio) foi um político da família dos Cipiões da gente Cornélia da República Romana eleito cônsul em 218 a.C. com Tibério Semprônio Longo. Era filho de Lúcio Cornélio Cipião, cônsul em 259 a.C., e pai de Cipião, o Africano, cônsul em 205 e 194 a.C., e de Lúcio Cornélio Cipião Asiático, cônsul em 190 a.C..

## Segunda Guerra Púnica

### Primeiro consulado (218 a.C.)

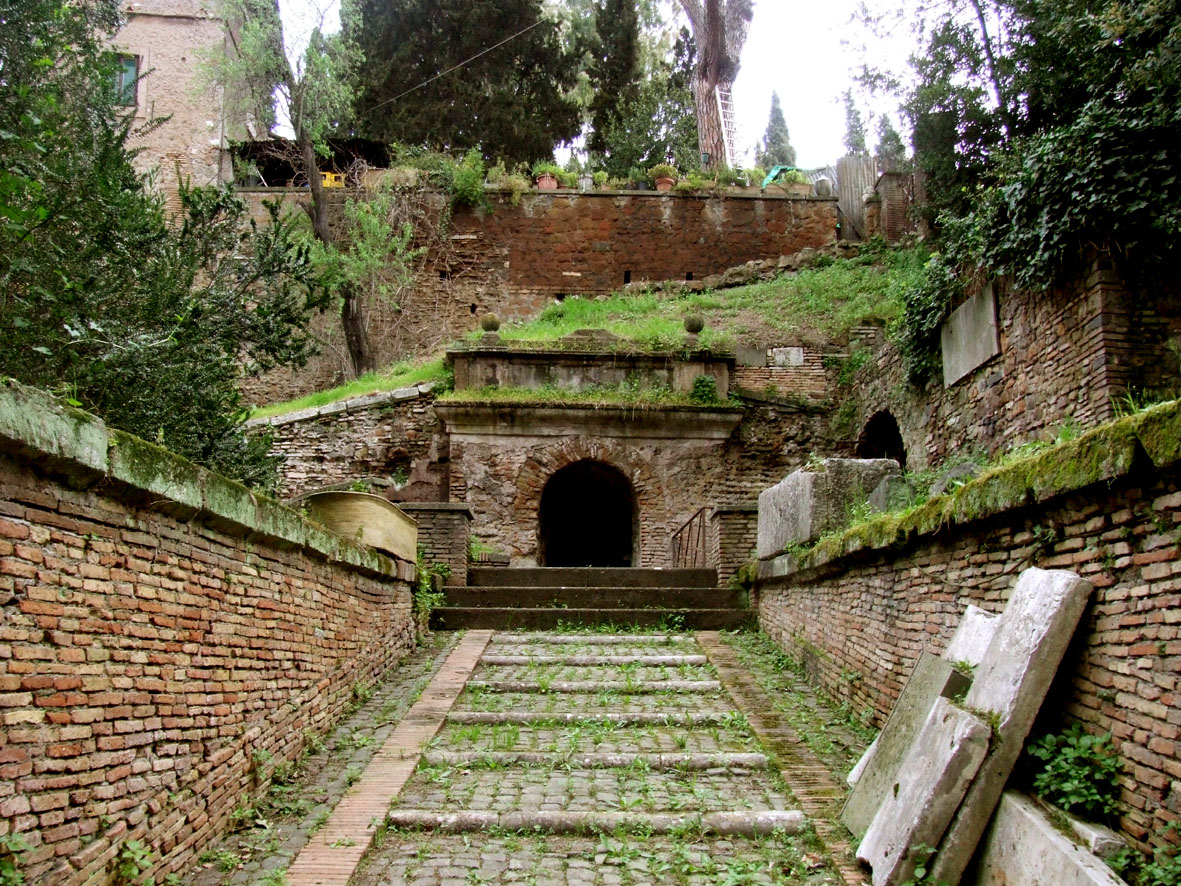
Tumba dos Cipiões, em Roma

Foi eleito cônsul em 218 a.C. (ou 219 a.C., como prefere Lívio) com Tibério Semprônio Longo, no primeiro ano da Segunda Guerra Púnica.
Com o objetivo de interceptar Aníbal antes que ele chegasse à Itália, Cipião desembarcou com suas legiões na Gália meridional, navegando de Pisa até Massília, uma colônia fenícia aliada a Roma. A velocidade do avanço de Aníbal através dos Alpes rapidamente acabou com os planos romanos. Assim, Cipião, tendo enviado seu exército para a Ibéria sob o comando de seu irmão, Cneu Cornélio Cipião Calvo, retornou à Roma e conduziu um novo alistamento para formar um novo exército para lutar na Gália Cisalpina, onde Aníbal estava acampado e recrutando aliados entre os gauleses ínsubres e boios, principalmente lutando contra os inimigos deles, como os taurinos.
Cipião liderou as forças romanas na Batalha de Ticino, na qual explorou sua cavalaria (composta quase que totalmente por gauleses, que terminariam por desertá-lo para unirem-se em massa ao exército de Aníbal) e com a infantaria ligeira, enfrentou a vanguarda do exército cartaginês, mas foi derrotado. Cipião terminou gravemente ferido e foi salvo por seu filho (o futuro Cipião, o Africano).
Em dezembro do mesmo ano, participou da Batalha do Trébia, na qual as forças romanas, lideradas pelo outro cônsul, Tibério Semprônio Longo, aliadas aos que se juntaram ao novo exército apesar de seu parecer contrário, foram derrotados

#### Campanha na Ibéria
Apesar da derrota, Cipião conseguiu manter a confiança do povo romano e seu mandato militar foi confirmado. Logo em seguida, ele foi enviado à Ibéria para ajudar seu irmão no combate às forças cartagineses, mantidas até então fora da Itália. A ação de Cipião na Península Ibérica foi coroada por uma série de vitórias importantes, como a Batalha de Dertosa (215 a.C.), a Batalha de Munda (214 a.C.) e a Batalha de Orongi (214 a.C.), até que, em 212/211 a.C. acabou morrendo durante a Campanha do Bétis Superior, durante a Batalha de Cástulo, uma derrota romana. Poucos dias depois, seu irmão, Cneu, foi derrotado e morto na Batalha de Ilorci, ao lado de Cartago Nova.
Como já havia ocorrido a Ticino em relação ao gauleses, aparentemente estas derrotas seriam também debitadas por conta de uma suposta traição da população local de celtiberos, corrompidas por Asdrúbal Barca, o irmão de Aníbal.